# オーベル・ワイアット
オーベル・ワイアット  (Obel Wyatt) は、俳優。

## 出演作品

### 映画
- 宇宙大戦争 (1959年, 本多猪四郎監督, 東宝) - 武官
- モスラ (1961年, 本多猪四郎監督, 東宝) - ロリシカン市長
- 世界大戦争 (1961年, 松林 宗恵監督, 東宝) - アライアンスオフィサー
- 妖星ゴラス (1962年, 本多猪四郎監督, 東宝) - 国連大使